# Cassagnoles (Gard)
Cassagnoles település Franciaországban, Gard megyében. Lakosainak száma 448 fő (2022. január 1.). Cassagnoles Cardet, Lédignan, Maruéjols-lès-Gardon, Massanes, Ners, Ribaute-les-Tavernes, Saint-Bénézet és Vézénobres községekkel határos.

## Népesség
A település népességének változása:
| Lakosok száma | 206  | 166  | 219  | 388  | 430  | 411  | 403  | 395  | 413  | 448  |
|               | 1968 | 1982 | 1990 | 2006 | 2013 | 2015 | 2017 | 2019 | 2020 | 2022 |